# Saltpond
Saltpond è una città del Ghana, capoluogo del distretto di Mfantsiman, Regione Centrale Ha uno dei maggiori ospedali del Ghana, il Saltpond General Hospital.